# Janusz Jasiński
Janusz Franciszek Jasiński (ur. 4 września 1928 w Wołominie) – polski historyk, profesor nauk humanistycznych.

## Życiorys
Syn Franciszka, organisty. Ukończył szkołę średnią w Lublinie, następnie w 1954 studia historyczne na Katolickim Uniwersytecie Lubelskim. Pracę magisterską pt. Walka o język polski na Mazurach w 1804–1848 napisał pod kierunkiem prof. Andrzeja Wojtkowskiego. Po studiach w latach 1954–1962 pracował w Stacji Naukowej Polskiego Towarzystwa Historycznego w Olsztynie. Następnie był zatrudniony w Ośrodku Badań Naukowych im. Wojciecha Kętrzyńskiego w Olsztynie (1963–1974), w Instytucie Historii PAN (1974–1996) i Instytucie Historii Wyższej Szkoły Pedagogicznej w Olsztynie (1996–1999). Pracę doktorską pt. Reformy agrarne na Warmii w początkach XIX wieku obronił w 1964 na Uniwersytecie Warszawskim. Habilitację na podstawie pracy pt. Świadomość narodowa na Warmii w XIX wieku uzyskał w 1982 na Uniwersytecie Mikołaja Kopernika w Toruniu, tytuł profesora nadzwyczajnego nadano mu 1993. W 1996 został zatrudniony na stanowisku profesora zwyczajnego.
W 1956 podjął aktywną działalność publicystyczną i odczytową, popularyzując dzieje Warmii i Mazur. W 1957 wszedł w skład kolegium redakcyjnego kwartalnika Komunikaty Mazursko-Warmińskie, w 1958 został sekretarzem pisma, w latach 1969–1970 – zastępcą redaktora, w latach 1970–1980  - redaktorem naczelnym. Był współzałożycielem Ośrodka Badań Naukowych im. W. Kętrzyńskiego (1961) oraz inicjatorem powołania Społecznego Komitetu Ratowania Dawnych Cmentarzy na Warmii i Mazurach (1993).
Prowadzi badania naukowe nad dziejami Warmii, Mazur, Prus Wschodnich oraz Pomorza w XIX wieku. Na jego dorobek składa się około 700 publikacji, w tym  9 książek i 13 zredagowanych monografii (pamiętniki i teksty literackie).

## Ordery i odznaczenia
- Krzyż Oficerski Orderu Odrodzenia Polski (1998)[1]
- Krzyż Kawalerski Orderu Odrodzenia Polski (1974)
- Złota Odznaka Honorowa „Zasłużony dla Warmii i Mazur”[3]

## Nagrody i wyróżnienia
- Nagroda Regionalna im. Lengowskiego („Pax”)[3]
- Nagroda I Sekretarza Naukowego PAN za pracę habilitacyjną (1984)
- Nagroda I Stopnia Ministra Edukacji Narodowej (wspólnie z Zygmuntem Szultką) za dzieło Historia Pomorza 1815–1849 (1997)
- Tytuł członka honorowego Polskiego Towarzystwa Historycznego (2000)
- Tytuł Honorowego Obywatela miasta Olsztyna (2001)
- Nagroda Zygmunta Glogera (2004)[4]